# دهستان آفریز
دهستان آفریز دهستانی در بخش سده شهرستان قائنات استان خراسان جنوبی ایران است و مرکز آن روستای آفریز می‌باشد. بر پایه سرشماری عمومی نفوس و مسکن در سال ۱۳۹۰ جمعیت این دهستان ۶٬۲۷۶ نفر (در ۱٬۷۴۹ خانوار) بوده‌است. این دهستان دارای ۱۹ روستا می‌باشد.